# Фитотоксиканты
Фитотоксиканты (др.-греч. phyton — «растение» + toxicon — «яд») — класс химических и природных веществ в рецептурированной форме, основным прикладным назначением которых является поражение или уничтожение различных видов растительности. Фитотоксиканты широко использовались американской армией во время войны во Вьетнаме для тотального уничтожения джунглей в районах стратегически важных объектов и путей сообщения. Помимо этого, некоторые виды фитотоксикантов нашли применение в сельском хозяйстве для борьбы с сорняками, удаления листвы в целях ускорения созревания плодовых культур и для дефолиации хлопчатника перед сбором хлопка.

## Общее описание и классификация
Многие фитотоксиканты обладают высокой стойкостью и могут накапливаясь сохраняться в почве в течение значительного срока; отдельные фитотоксиканты проявляют токсические свойства по отношению к животным и человеку. 
Фитотоксиканты по своему целевому назначению и характеру действия на растительность подразделяются на:
- гербициды — поражение травяного покрова,
- арборициды — поражение древесно-кустарниковой растительности,
- альгициды — поражение водной флоры,
- дефолианты — уничтожение древесной листвы,
- десиканты — высушивание вегетирующей растительности.

По своим признакам действия на растительный мир фитотоксиканты разделяются на контактные и системные. По поражающим возможностям различают:
- фитотоксиканты сплошного или универсального действия для уничтожения всех видов растительности,
- фитотоксиканты избирательного действия для уничтожения отдельных видов растений.

## Применение
Основным способом применения является распыление фитотоксикантов с помощью штатной авиатехники, однако, возможно и использование наземного распыляющего оборудования.
В вооружённых силах США состояло на снабжении около 50 видов различных фитотоксикантов, основным назначением которых было обеспечение повседневных нужд войсковых частей, например: уничтожение нежелательной растительности на базах, учебных полигонах, складах, арсеналах, стрельбищах и т. п. Помимо этого фитотоксиканты применялись и в целях обеспечения боевых действий своих войск для подрыва продуктовой базы противника, дефолиации лесов в целях демаскировки его сил, баз и коммуникаций и т. д.
Первое масштабное использование фитотоксичных соединений в боевых целях состоялось в 1961—1967 годах американцами на территории Южного Вьетнама. В те времена в качестве табельных фитотоксикантов на вооружении американских войск состояли три основных вида токсичных рецептур, которые были известны под условными названиями «оранжевой», «белой» и «синей». Все эти соединения активно шли в дело для уничтожения сельскохозяйственных посевов и растительной массы вдоль дорог, каналов, линий электропередач и т. п., что значительно облегчало для американской авиации задачи ведения воздушной разведки, аэрофотосъёмки и поражения вьетнамских объектов. Однако, в результате неизбирательного применения этих веществ было поражено до половины посевных площадей и лесных массивов, что серьёзным образом сказалось на здоровье местного населения и нарушило экологический баланс региона (см. экологическая война США против Вьетнама).
В настоящее время продолжается совершенствование имеющихся и поиск новых, всё более смертоносных рецептур фитотоксикантов и технических способов их применения.